# Heterusia disjecta
Heterusia disjecta är en fjärilsart som beskrevs av Paul Dognin 1913. Heterusia disjecta ingår i släktet Heterusia och familjen mätare. Inga underarter finns listade i Catalogue of Life.